# Den stora pumpan
Den stora pumpan (italienska: Il grande cocomero) är en italiensk-fransk dramafilm från 1993 i regi av Francesca Archibugi.

## Utmärkelser
Filmen vann priset David di Donatello för bästa film 1993.

## Rollista i urval
- Sergio Castellitto - Arturo
- Alessia Fugardi - Pippi
- Anna Galiena - Cinzia Diotallevi, Pippis mor
- Armando De Razza - Marcello Diotallevi, Pippis far
- Silvio Vannucci - Gianni
- Alessandra Panelli - Fiorella
- Victor Cavallo - Don Annibale
- Laura Betti - Aida
- Lidia Broccolino - Laura